# 練習曲作品25-1 (ショパン)
フレデリック・ショパンの練習曲作品25の第1番（れんしゅうきょくさくひん25のだい1ばん）変イ長調は「エオリアン・ハープ」や「牧童」ないし「牧童の笛」として知られる。1836年に作曲された。

## 解説
楽曲全体を通じて奏でられる分散和音の音色が、自然に吹く風によって音を出す弦楽器の一種であるエオリアン・ハープ（Aeolian Harp）を連想させることから、「エオリアン・ハープ」と名付けたのはシューマンと言われており、また彼は「この曲はエチュードというよりは詩である。」と言ったとされる。ショパンはこの曲に関して、門弟に「牧童が、近づいてくる暴風雨を避けて洞窟に避難している。遠くで風や雨が吹きずさんでいるが、牧童は静かに笛を取って美しい旋律を吹いている。そういうところを思い浮かべてみなさい。」と言ったことから、「牧童の笛」ないし「牧童」と呼ばれることがある。
Allegro sostenuto、4/4拍子、三部形式